# Jesús Caldera
Jesús Caldera Sánchez-Capitán (Béjar, Salamanca, 31 de octubre de 1957) es un político socialista español. Es licenciado en Ciencias Políticas y Sociología por la Universidad Complutense de Madrid y fue ministro de Trabajo y Asuntos Sociales en el Gobierno de España durante la VIII Legislatura.

## Biografía
Nacido en Béjar (Salamanca) en 1957, es licenciado en Ciencias Políticas y Sociología y en Derecho por la UNED. Asimismo es funcionario de la Administración Pública (Secretario de Administración Local, categoría superior). Jesús Caldera comenzó su carrera laboral a principios de la década de 1980 cuando se incorporó a la Administración Pública y trabajó como Secretario en el Ayuntamiento de Ávila.
Diputado al Congreso por Salamanca desde la II Legislatura (1982). Tras la elección de José Luis Rodríguez Zapatero como secretario general del PSOE fue nombrado portavoz del Grupo Socialista desde 2000 hasta 2004.
En el XXXVII Congreso del PSOE celebrado en julio de 2008 fue elegido secretario del Área de Ideas y Proyectos.

### Ministro de Trabajo y Asuntos Sociales (2004-2008)
Tras la victoria socialista de marzo de 2004, el presidente del Gobierno José Luis Rodríguez Zapatero encargó a Jesús Caldera una de las responsabilidades con más peso en el Ejecutivo: liderar el Ministerio de Trabajo y Asuntos Sociales, un cargo que prometió el 18 de abril de 2004. 
Al frente de ese Departamento, Caldera rubricó más de una veintena de acuerdos sociales y laborales. En 2006 rubricó la Renta Activa de Inserción (RAI), reconociendo la protección social mediante este subsidio de desempleo a las personas mayores de 45 años. 
En materia de Trabajo, Caldera elevó el Salario Mínimo Interprofesional a 600 euros, consensuó con los agentes sociales una reforma laboral y otra de la Seguridad Social y endureció la jubilación anticipada.
Asimismo, sacó adelante el Estatuto del trabajador autónomo y puso en marcha un plan para atajar la siniestralidad laboral.
En la parte de Asuntos Sociales, creó un nuevo derecho, la asistencia a las personas dependientes, aumentó de cuatro a quince días el permiso de paternidad, bonificó los nuevos nacimientos con 2500 euros y puso en marcha normas como la Ley de Igualdad o la Ley Integral contra la Violencia de Género.

#### Regularización de inmigrantes
En el área de las políticas migratorias, llevó a cabo una regularizacíón masiva de 690 000 inmigrantes ilegales. Dicha regularización masiva provocó duras críticas de Italia, Chipre, Francia, Austria, Alemania y Holanda, y ante la insistencia de estos dos últimos países se creó un sistema de alerta previa sobre inmigración para evitar que este proceso se repitiese. El PP criticó que la regularización provocaría un efecto llamada, tesis que también sostenían los entonces ministros de Interior de Francia, Nicolas Sarkozy, y de Italia, Giuseppe Pisanu, basándose en la experiencia que habían cosechado con procesos similares en el pasado, en el caso italiano el año anterior. La Confederación Española de Policía así como un estudio de Mohamed Khachani, Secretario general de la Asociación Marroquí de Estudios e Investigaciones sobre las Migraciones, concluyeron posteriormente que la regularización generó un importante efecto llamada. Por su parte Jesús Caldera afirmó que se trataba de un problema creado por José María Aznar a raíz de los cuatro procesos de regularización de inmigrantes llevados a cabo por su gobierno de 2000 a 2001.

## Críticas
- Desde Salamanca y el Partido Popular le acusaron de cambiar de opinión respecto a la devolución a la Generalidad de Cataluña de los documentos del Archivo General de la Guerra Civil de Salamanca que le fueron incautados durante la Guerra Civil, ya que en 1994 se opuso, en representación de su grupo, a dicha devolución.[8] A pesar de estos hechos Jesús Caldera se reiteró en que nunca se había opuesto al traslado de los documentos a Cataluña.[9]

## Fundación IDEAS
Tras su salida del Ministerio de Trabajo en abril de 2008, se anunció que su nueva tarea consistiría en crear, poner en marcha y presidir una gran Fundación, que agruparía a las distintas fundaciones vinculadas al PSOE, y cuya función primordial sería el impulso a nuevas ideas y proyectos para el Partido, con el objetivo de mantenerlo al tanto de los cambios sociales y ofrecer respuestas a los mismos en cada momento.
Durante el XXXVII Congreso Federal del PSOE (julio de 2008), el secretario general del PSOE y presidente del Gobierno de España, José Luis Rodríguez Zapatero, anunció que Caldera (nuevo secretario del Área de Ideas y Proyectos) lideraría un nuevo think tank (factoría de ideas) progresista que dirigió desde su creación en diciembre de 2008 denominado Fundación IDEAS.